# Leopoldo Serantes
Leopoldo Serantes est un boxeur philippin né le 15 mars 1962 à Manille (Philippines) et mort le 1er septembre 2021.

## Carrière
Sa carrière amateur est principalement marquée par une médaille de bronze remportée aux Jeux olympiques de Séoul en 1988 en poids mi-mouches.

### Jeux olympiques
- Médaille de bronze en -48 kg aux Jeux de 1988 à Séoul

### Championnats d'Asie
- Médaille d'argent en -51 kg en 1985 à Bangkok

### Jeux d'Asie du Sud-Est
- Médaille d'or en -48 kg aux Jeux de 1985 à Bangkok
- Médaille d'or en -48 kg aux Jeux de 1987 à Jakarta